# Avenue de Saint-Maurice
L'avenue de Saint-Maurice est une voie de Paris, située dans le Bois de Vincennes. Elle suit le tracé de la D 158.

## Situation et accès
Cette avenue traverse le bois de Vincennes du nord au sud, où elle est prolongée par l'avenue du Maréchal-de-Lattre-de-Tassigny (D 6A).

## Origine du nom

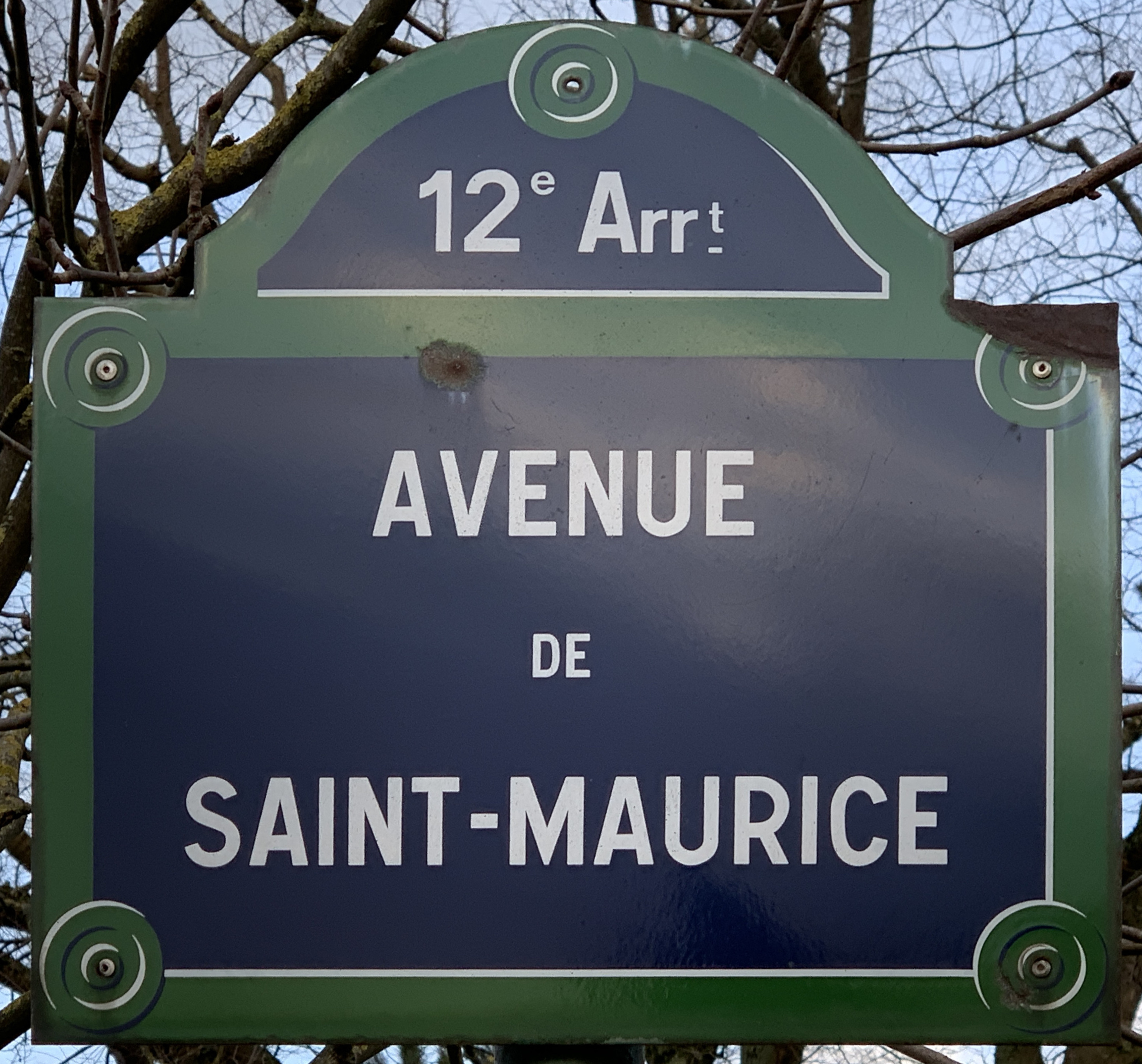
Plaque de l'avenue.

Elle tient sa dénomination de la ville de Saint-Maurice dans le Val-de-Marne vers laquelle elle se dirige.

## Historique
Le nom de la voie a été officialisé par un arrêté du 23 janvier 1930.
Cette avenue fait partie des voies de circulation représentées dans la série 6 mètres avant Paris, créées en 1971 par le photographe franco-polonais Eustachy Kossakowski.

## Bâtiments remarquables et lieux de mémoire
Dans sa partie nord, elle longe le parc zoologique de Vincennes.